# 清武南本線料金所

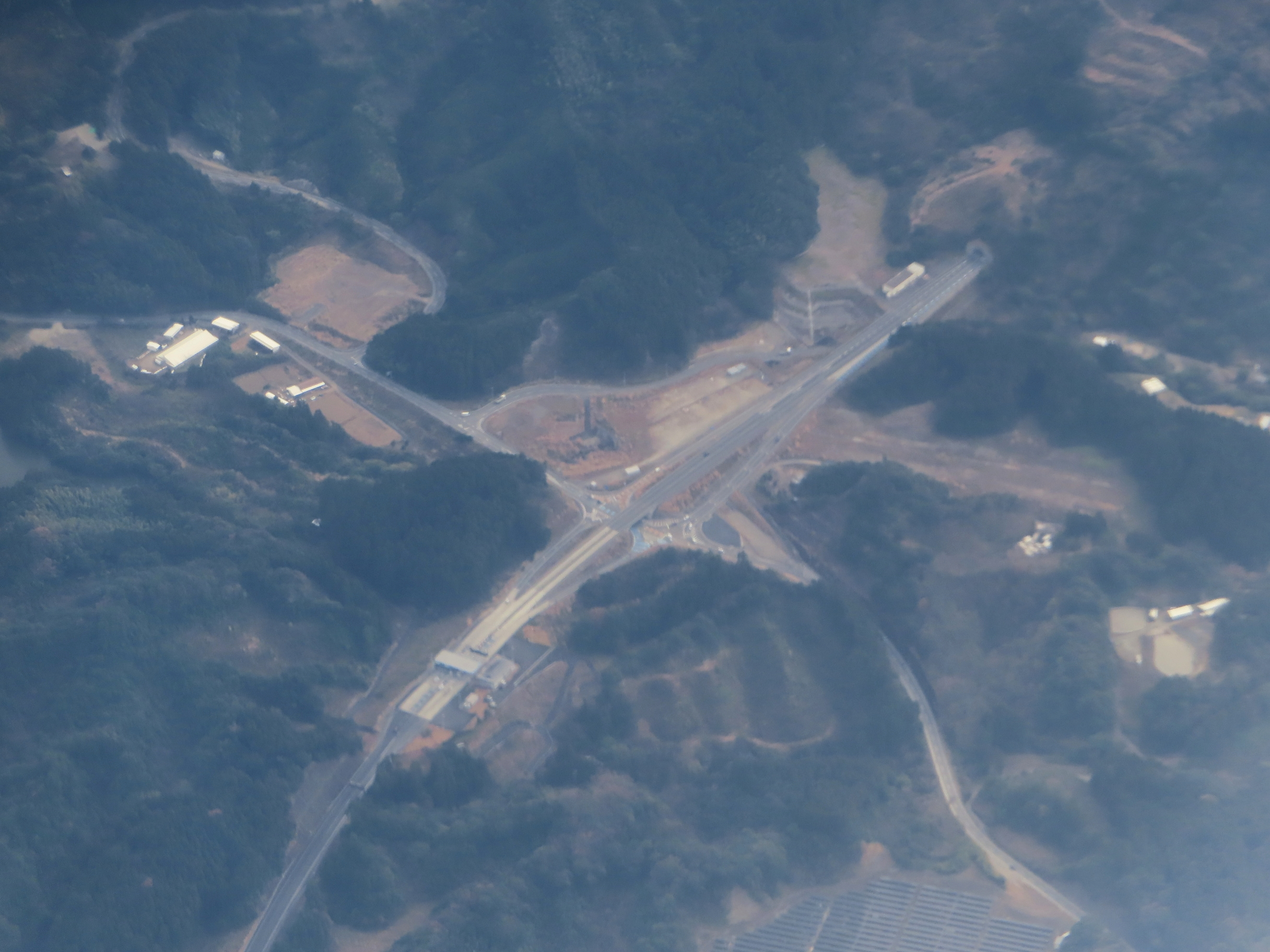
清武南本線料金所（手前）と清武南インターチェンジ（奥）

清武南本線料金所（きよたけみなみほんせんりょうきんじょ）は、宮崎県宮崎市清武町にある東九州自動車道の本線料金所である。
清武JCT以南の区間は新直轄方式で建設され、通行料金が無料となるため、当料金所で清武JCT以北の東九州自動車道または宮崎自動車道の通行料金を徴収する。

## 歴史
- 2013年（平成25年）3月23日：清武JCT - 清武南IC間開通に伴い供用開始[1]。

## 料金所施設

### 清武JCT方面
- ブース数：2
  - ETC専用：1
  - 一般：1

### 清武南IC方面
- ブース数：2
  - ETC専用：1
  - 一般：1(自動収受機)

## 隣
E78 東九州自動車道
(30)清武IC - (4-1)清武JCT - 清武南TB - (30-1)清武南IC